# Часникове масло

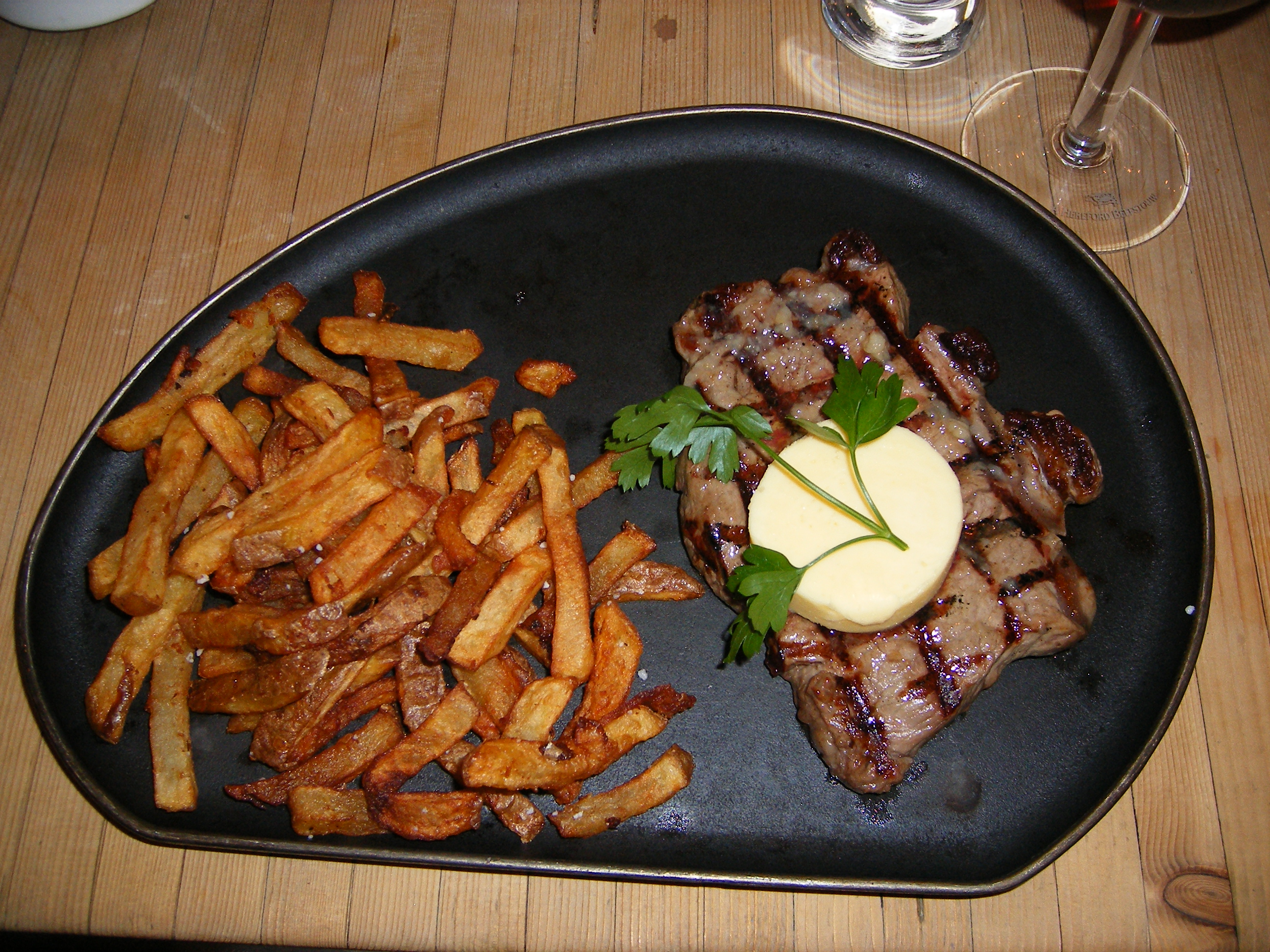
Антрекот, сервірований з кружальцем часникового масла

Часникове масло (фр. beurre à l'ail) — кулінарний продукт французької кухні, масляна суміш,  масло з ароматом часнику. Часниковим маслом гарнірують м'ясні страви.
Для приготування часникового масла часникові зубчики бланшують або відварюють у воді до м'якості. Розм'якшене  масло збивають з часником і потім протирають через сито або тканину. В деяких рецептах також додають січену зелень петрушки. Як і інші масляні суміші, часникове масло формують і зберігають у холодному місці.